# كوليشيل تاون
نادي كوليشيل تاون (بالإنجليزية: Coleshill Town Football Club)‏ هو نادٍ إنجليزي لكرة القدم مقره في كوليشيل، في وارويكشاير، بإنجلترا. وهو حاليًا عضو في الدوري الشمالي الممتاز من الدرجة الأولى ميدلاندز ويلعب في باك ميدو.

## السجلات
- أفضل أداء في كأس الاتحاد الإنجليزي: الجولة التأهيلية الثالثة، 2015-16.[1]

- أفضل أداء فاز به اتحاد كرة القدم: نصف النهائي، 2016-2017.[1]